# Junkers Ju 52
Юнкерс Ю 52/3м (нем. Junkers Ju 52/3m, 3m в обозначении означает drei Motoren с нем. — «трёхмоторный») — немецкий пассажирский и военно-транспортный самолёт, а также бомбардировщик.
Производился компанией Junkers с 1932 по 1945 год.
Самолёт получил неофициальные прозвища: «Tante Ju» — «Тётушка Ю» и «Железная Анни», во время гражданской войны в Испании — «Pava» («Индюшка»).

## История

### Разработка
После окончания Первой мировой войны фирма «Юнкерс» основное внимание уделяла разработке гражданских самолётов для грузоперевозок. В 1928 году перед конструкторами фирмы была поставлена задача — создать дешёвый, надёжный, простой в обслуживании и производстве самолёт. Проектирование началось в 1930 году под руководством главного конструктора фирмы Эрнста Цинделя.
Проект был завершён в том же году. Первоначально это был одномоторный самолёт, во многом повторяющий конструкцию самолёта Junkers W-33. Но при проектировании в конструкции была предусмотрена возможность установки трёх двигателей без дополнительных доработок. Самолёт создавался как грузовой, однако предусматривалась возможность переоборудования его в пассажирский.
Построенный в 1930 году прототип Юнкерс Ю 52 имел один двигатель и характерный фюзеляж из гофрированного металла. Для облегчения погрузочно-разгрузочных работ на левом борту и в верхней части фюзеляжа были оборудованы грузовые люки. В октябре 1930 года Ju-52 совершил первый полёт, а в феврале 1931 года был продемонстрирован публике в берлинском аэропорту Темпельхоф. По итогам прохождения испытаний число двигателей было доведено до трёх, и самолёт получил обозначение Ju 52/3m. Добавление двух двигателей значительно улучшило лётные характеристики Ju 52.
Первый полёт трёхмоторного самолёта состоялся в апреле 1931 года. Прирост мощности силовой установки дал значительный эффект. Возросла максимальная скорость со 195 км/ч до 270 км/ч. 2000 кг груза самолёт перевозил на расстояние 1400 км при крейсерской скорости 230 км/ч.

### Серийное производство
Серийное производство началось на авиационном заводе в Дессау с доработки пяти полусобранных одномоторных Ju-52 в трехмоторные по заказу боливийской авиакомпании Lloyd Aero Boliviano. В это время, из-за мирового экономического кризиса, спрос на грузовые самолеты резко упал и предварительные заявки авиакомпаний так и не превратились в подтвержденные заказы.
По мере преодоления мирового экономического кризиса производство самолетов постепенно набирало темп. В 1932 году было изготовлено 6 самолетов, в 1934 — 25, в 1935 — 97. Для выполнения всех заказов выпуск самолетов достиг 10—12 самолетов в неделю. Авиационный завод в Дессау уже не справлялся с выполнением заказов поэтому был построен новый завод в Бернбурге. Кроме того, в Германии самолёт производился на фирме Weser Flugzeugbau и на лейпцигском заводе ATG. В Германии производился на заводах фирмы «Юнкерс» и стал первым авиалайнером в мире, тираж которого превысил тысячу экземпляров. С 1932 по 1945 год было выпущено 4835 самолётов Ju 52/3m.
Самолет выпускался не только в Германии. В июне 1942 года производство было развернуто на территории оккупированной Франции — на заводе фирмы Amiot в городе Коломб. До июля 1944 года здесь был выпущен 321 самолёт. После освобождения Франции предприятие было переименовано Atelliers Aeronautiqe Colombes, и самолет продолжали строить под названием ACC.1 Toucan. До 1948 года на заводе во Франции было изготовлено 415 самолетов и восстановлено 28 трофейных.
В 1944 году Германия передала лицензию на производство Ju-52/3mge испанской фирме Construcciones Aeronaunique S.A. Под наименованием CASA 352 было изготовлено 106 экземпляров.
В 1944 году Венгрия изготовила 26 самолётов по согласованию с фирмой Junkers.

### Эксплуатация
Первым эксплуатантом Junkers Ju-52/3m стала боливийская авиакомпания. Среди первых заказчиков были финская Aero O/Y, шведская A.B. Aerotransport, бразильская Syndicato Condor. В 1935 году на линиях работали 97 самолетов, половина из них в Германии в Deutsche Lufthansa. К 1937 году гражданский вариант самолета эксплуатировался уже в 27 авиакомпаниях мира.
Первоначально самолёт использовался в роли пассажирского авиалайнера в авиакомпаниях Люфтганза и советско-германской Дерулюфт. В Германии самолёты обслуживали как внутренние, так и международные авиалинии. Ju-52/3m летали во все европейские столицы. Пассажирский семнадцатиместный Ju 52 совершал рейс из Берлина в Рим за 8 часов. С 1936 года начались авиарейсы в Кабул. Одной из самых длинных трасс Люфтганза была линия Берлин — Рио-де-Жанейро. С 1934 года три самолёта эксплуатировались на линии Москва — Берлин советско-германским обществом «Дерулюфт». Самолеты были зарегистрированы в Германии.
Был создан и транспортный вариант. По некоторым сведениям, в конструкцию этого самолёта изначально была заложена возможность быстрой модернизации его в лёгкий бомбардировщик. Еще до начала коммерческих продаж, фирма «Юнкерс» получила заказ на переделку самолета в бомбардировщик. К началу Второй мировой войны было поставлено около 400 самолетов авиакомпаниям Германии, странам Европы, Латинской Америки, Африки, Китаю и ЮАР. Остальные самолеты были заказаны Luftwaffe и ВВС различных стран.
Самолёт проявил себя многофункциональной, надёжной, живучей машиной, способной взлетать и садиться на любой аэродром. Первое участие в боевых действиях в качестве транспортного судна он принял в Латинской Америке в 1932 году во время конфликта между Колумбией и Перу, а чуть позже между Боливией и Парагваем. 3 августа 1936 года Ju 52 был впервые применён в качестве бомбардировщика во время Гражданской войны в Испании.

Силы Испанского Иностранного легиона ожидают приказа на погрузку в германский Ю-52. Тетуан, 1936

В 1936—1939 годах модернизированные Ju 52 в составе возрождённых люфтваффе приняли участие в Испанской гражданской войне (в составе Легион «Кондор»), но уже в те годы его лётные характеристики как бомбардировщика оказались недостаточными, и Ju 52 понесли значительные потери. Затем Ju 52 использовались в основном как военно-транспортные самолёты для быстрой переброски войск националистов из Марокко в Испанию. Гитлер так оценил их значение: «Франко должен воздвигнуть памятник Ю 52. Этому самолёту обязана победа революции в Испании».
Использовались в Китае. В феврале 1930 года была организована совместная с «Люфтганзой» авиакомпания «Евразия». На внутренних и международных линиях в Юго-Восточной Азии работали девять самолетов Ju-52/3mge. Экипажи комплектовались в основном из пилотов «Люфтганзы». После нападения Японии на Китай в 1937 году несколько самолетов было потеряно. Авиакомпания «Евразия» просуществовала до 1940 года. После заключения Тройственного пакта Берлин — Рим — Токио китайское правительство прекратило деятельность компании, и самолеты приняли экипажи китайских ВВС.
В ходе боевых действий

Обвиняем убийц детей и женщин! Испанский плакат с изображением Ю-52/3М (1937)

Впоследствии Ю 52 стал основным военно-транспортным самолётом Германии во Второй мировой войне. Широко применялся на всех фронтах и в тылу, производился в течение всей Второй мировой войны. Принимал активное участие в крупнейшей немецкой воздушно-десантной операции — захвате острова Крит. Использовался для снабжения войск, в том числе и попавших в окружение, выстраивая «воздушные мосты» снабжения.
После окружения немецких войск под Сталинградом, попытка организовать их снабжение авиацией при отсутствии господства в воздухе и мощной советской системе ПВО, а также в результате разгрома Тацинского аэродрома 24-м танковым корпусом, привела к потере свыше 300 военно-транспортных Ю 52. Эти потери, а также утрата во второй половине войны превосходства в воздухе привело к снижению роли немецкой военно-транспортной авиации в боевых действиях. Тем не менее Ю 52 производился до самого конца войны. В завершающий период войны и после капитуляции Германии большая их часть была уничтожена.
Последний раз самолёт массово использовался во время наступления в Арденнах (операция «Вахта на Рейне»). Во время операции самолёты Ju-52 произвели выброску воздушного десанта в тылу американцев, но из-за неопытности пилотов парашютисты были рассеяны на большой территории.
Производство и использование после войны
После окончания Второй мировой войны эта модель самолёта в небольших количествах производилась во Франции под названием Amiot A.A.C. 1 Toucan (серия в 415 машин, до 1947) и в Испании (до 1952).
В начале XXI века в мире насчитывалось более 20 таких самолётов в качестве памятников и музейных экспонатов и несколько летающих экземпляров.
5 августа 2018 года один из лётных экземпляров Junkers Ju 52 с бортовым номером HB-HO, использовавшийся в экскурсионных целях, разбился в горах Швейцарии. Погибли 17 пассажиров и три члена экипажа.

## Конструкция
Цельнометаллический трёхмоторный свободнонесущий низкоплан с несущей гофрированной обшивкой классической схемы с неубираемым шасси.
- Фюзеляж — прямоугольного сечения с закругленным верхом. Для удобства транспортировки фюзеляж состоял из трех частей — носовой, центральной и хвостовой. Каркас фюзеляжа — пространственная ферма, сваренная из стальных труб. Обшивка гофрированный дюралюминий. В носовой части фюзеляжа мотоотсек с центральным двигателем. Носовая часть отделена от центральной противопожарной перегородкой, за которой установлен маслобак. В центральной части закрытая кабина для экипажа из трех человек: пилот, второй пилот, сидевший рядом и радист, размещавшийся на откидном сиденье между ними. Из пилотской кабины был хороший обзор за счет большой площади остекления. Пол кабины был выше уровня пола салона. Далее в центральной части пассажирский салон с двумя рядами отдельных кресел, разделенных проходом, пассажировместимостью до 18 человек, либо грузовой отсек в зависимости от модификации самолета. Грузовой отсек объемом 19,6 куб. метров, в нем могли быть размещены 18 солдат в полной экипировке. В санитарном варианте — 13 раненных на носилках + один санитар или сопровождающий[2]. Вход в салон осуществлялся через дверь на левом борту, ее можно было открывать в полете для сбрасывания грузов или десантирования парашютистов. По правому борту располагался большой грузовой люк. В хвостовой части багажное отделение[2].
- Крыло — свободнонесущее, прямое низкорасположенное трапециевидное в плане с толстым двояковыпуклым профилем. Состоит их центроплана и двух отъёмных консолей. Консоли крепились к центроплану с помощью восьми узлов. Центроплан четырехлонжеронный — три основных лонжерона и один дополнительный. Продольный силовой набор — лонжероны из дюралевых труб. Поперечный силовой набор — нервюры ферменной конструкции. Центроплан жестко интегрирован в конструкцию фюзеляжа. Обшивка гофрированные листы дюралюминия. Механизация крыла — элероны расположенные под задней кромкой по всему размаху крыла. Элероны отклонялись вниз и на малой скорости работали как закрылки, которые вместе щелевыми закрылками обеспечивали самолету укороченный взлет и посадку[2].
- Хвостовое оперение — подкосное цельнометаллическое однокилевое, классической схемы. Киль и стабилизатор имели многолонжеронную конструкцию. Подкосный стабилизатор, трапециевидный в плане, регулируемый в полете. Рули высоты были снабжены роговой компенсацией. Конструкция киля была интегрирована в конструкцию хвостовой части фюзеляжа. Руль направления был снабжен триммером[2].
- Шасси — неубирающееся, двухколесное с хвостовым колесом. Основные опоры пирамидальные с воздушной амортизацией, крепятся к центроплану через шаровое соединение.. На основных опорах по одному колесу, колеса снабжены пневматическими колодочными тормозами. Хвостовое колесо самоориентируемое. На некоторых модификациях была предусмотрена возможность установки колесного, лыжного шасси и поплавков в зависимости от условий эксплуатации[2].
- Силовая установка — три поршневых 9-цилиндровых звездообразных двигателя воздушного охлаждения BMW-132T мощностью по 750 л. с. каждый. Один двигатель устанавливался в носовой части фюзеляжа и два на передней кромке крыла. Крыльевые двигатели располагались под небольшим углом к продольной оси самолета, это уменьшало рыскание при выходе из строя одного из двигателей. В зависимости от модификации на самолет устанавливались различные двигатели. Двигатели закрывались капотами NACA. Воздушный винт двухлопастный металлический изменяемого шага диаметром 2,9 м. Регулировка винта производилась на земле. Три маслобака находились в гондолах двигателей над передней кромкой крыла. Топливо размещалось в 14 бензобаках в крыле и передней части фюзеляжа. Запас топлива 2400 литров[2].
- Система управления — сдвоенная штурвального типа состояла из тяг и роликов. Тяги управления рулями высоты и направления находились под полом салона хвостовой части фюзеляжа. Проводка управления элеронами проходила вдоль внутренней стороны передней кромки крыла. Сектор газа двигателей был расположен между креслами летчиков[2].
- Пневмосистема — приводила в действие закрылки и тормозную систему. Работала от баллона со сжатым воздухом.
- Электросистема — однопроводная. Питание от трех генераторов (по одному на каждом двигателе) и от трех аккумуляторов. Самолет имел внутреннее освещение, комплект навигационных огней и посадочную фару.
- Противопожарное оборудование — на каждом двигателе огнетушители, приводимые в действие летчиком. В грузопассажирский кабине два ручных огнетушителя.
- Радиооборудование — две радиостанции ближнего радиуса действия и дальнего, автопилот, радиополукомпас[2].

## Технические характеристики
| Параметр                    | Значение |
| --------------------------- | --- |
| Экипаж                      | 3 |
| Пассажировместимость        | 15—17 |
| Длина                       | 18,50 м (с поплавками 19,40 м)                                                                                           |
| Размах крыльев              | 29,25 м |
| Высота                      | 4,65 м, с шасси 6,10 м                                                                                                   |
| Площадь крыла               | 110,50 м² |
| Масса пустого               | 5720 кг |
| Максимальная взлетная масса | 10 500 кг |
| Полезная нагрузка           | 1500 кг |
| Двигатели                   | 3 × BMW 132 (несколько вариантов) или 3 × Pratt & Whitney «Hornet» или 3 × Elizalde Beta (испанская копия циклона Райта) |
| Мощность                    | От 3 × 600 л. с. (около 440 кВт) до 3 × 750 л. с. (около 550 кВт)                                                        |
| Скорость взлета             | 120 км/ч |
| Максимальная скорость       | 290 км/ч |
| Крейсерская скорость        | 180 км/ч |
| Скорость посадки            | 106 км/ч |
| Потолок                     | 6300 м |
| Дальность                   | 1200—1300 км |
| Вооружение                  | один MG 131 калибра 13 мм в открытом положении над фюзеляжем, два MG 7,92 мм по бокам фюзеляжа                           |

## Тактико-технические характеристики Ju.52/3m-mg7e

Ju 52/3m

Источник данных: 

Технические характеристики
- Экипаж: 2—3 чел.
- Пассажировместимость: 18 чел.
- Грузоподъёмность: 1500 кг
- Длина: 18,9 м
- Размах крыла: 29,3 м
- Высота: 5,55 м
- Площадь крыла: 110 м²
- Масса пустого: 6500 кг
- Нормальная взлётная масса: 10 500 кг
- Максимальная взлётная масса: 11 000 кг
- Силовая установка: 3 × ПД BMW-132T-2
- Мощность двигателей: 3 × 830 л.с.

Лётные характеристики
- Максимальная скорость: 285 км/ч
- Крейсерская скорость: 250 км/ч
- Практическая дальность: 1090 км
- Практический потолок: 5900 м
- Скороподъёмность: 175 м/мин

Вооружение
- Стрелково-пушечное: один 7,9-мм пулемет MG-15 или 13-мм MG-131 на верхней турели, один MG-15 над кабиной, два MG-15 в боковых окнах
- Бомбы: 10×50 кг бомб или 2× 250-кг бомбы;

## Эксплуатанты

### Европа
- Нацистская Германия — на вооружении люфтваффе с момента образования в 1935 году до капитуляции Германии в мае 1945 года
- Австрия — ÖLAG, 9 самолётов[8].
- Бельгия — Sabena, 13.
- Болгария — в 1938 году два Ju 52/3mg4e получены из Германии для военно-воздушных сил Болгарии. Также после войны ДВС / ТАБСО, в том числе французские A.A.C. 1 Toucan.
- Великобритания
  - British Airways Ltd (1935) — 3
  - BOAC — 3
  - RAS — 11
  - BEA — 10
- Венгрия — Malert, 7 или 8 машин, позже реквизированных ВВС.
- Греция — HEES/SHCA: № 5984 (SX-ACF), № 6004 (SX-ACI), и № 6025 (SX-ACI).
- Дания — DDL, 3.
- Испания — Iberia, 22.
- Италия — Ala Littoria, 8.
- Норвегия
  - DNL, 12
  - SAS, 5
- Польша — LOT — 1
- Португалия — Servicas Aereos Portugueses — 1
- Румыния — LARES (Liniile Aeriene Române Exploatate de Stat) — 5
- Словакия — Словацкие воздушные силы
- СССР — в СССР эксплуатировался в 1934—1949 годах. Использовались советско-германской компанией Дерулюфт на линии Москва- Берлин.[9] После присоединения государств Прибалтики в парк Прибалтийского управления ГВФ вошли два Ju 52/3m эстонской авиакомпании AGO. Они некоторое время эксплуатировались на линии Рига — Великие Луки — Москва. Во время и после войны эксплуатировались до 37 трофейных Ju 52, которые были списаны в 1947—1949 годах.[10]
- Турция
- Финляндия — два пассажирских самолёта Ju-52/3m финской авиакомпании «AERO OY» после начала финской войны 1939—1940 были переданы в состав военно-воздушных сил Финляндии[11]
- Франция
  - Aigle Azur — 3
  - Air Atlas — 9
  - Air France — 92
  - Air Fret — 1
  - Air Ocean — 1
  - CTA — 1
  - SANA — 11
  - Societé de Transports Aériens — 2
  - Societé Aero Cargo — 3
  - TAI — 7
- Хорватия — Военно-воздушные силы Независимого государства Хорватия
- Чехословакия — ČSA, 5.
- Швейцария — в военно-воздушных силах Швейцарии эксплуатировался до 1980-х годов. После этого были собраны средства для переделки нескольких военных самолётов в пассажирские. С 1983 года они осуществляют полёты в авиакомпании Ju-Air.
- Швеция
  - AB Aerotrafik — 1
  - AB Aerotransport, 9
  - AB Skandinavisk Flygtransport, 4
- Эстония — Ago, 2: ES-AGO (ранее D-AXWA) и ES-AUL (D-AXWB).
- Югославия — Jat, 3 самолёта.

### Ближний Восток
- Сирия
- Ливан

### Африка
- Бельгийское Конго — Force Publique
- Португальский Мозамбик — LAM Mozambique Airlines
- ЮАР — South African Airways

### Америка
- Аргентина
- Боливия
- Бразилия
- Канада
- Колумбия
- Перу
- США — 1 самолёт в ВВС под наименованием Junkers C-79
- Уругвай
- Эквадор

### Австралия (Новая Гвинея)
- Gibbes Sepik Airways
- Mandated Airlines

## Галерея

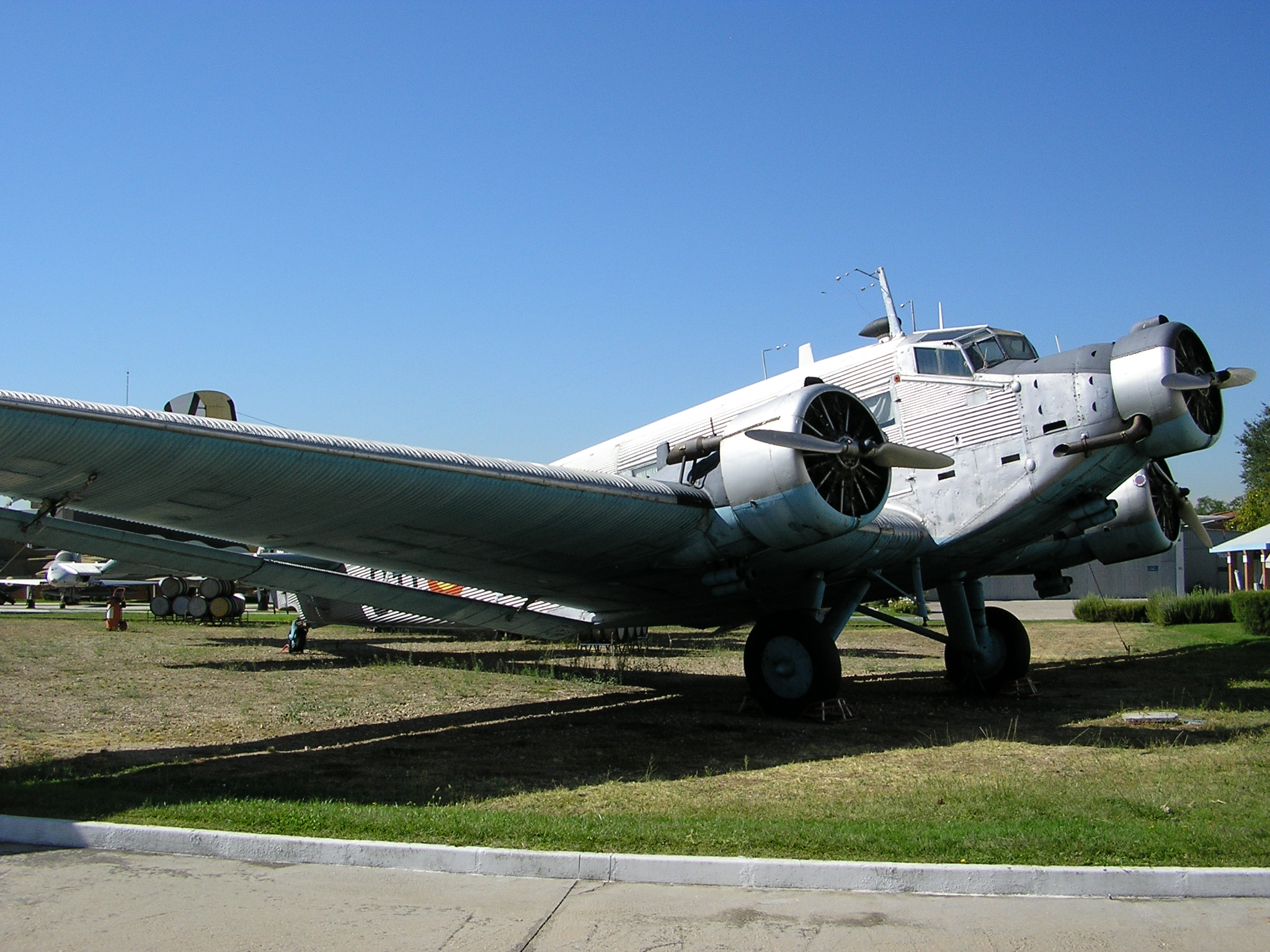
Ю-52 в Мадридском авиамузее
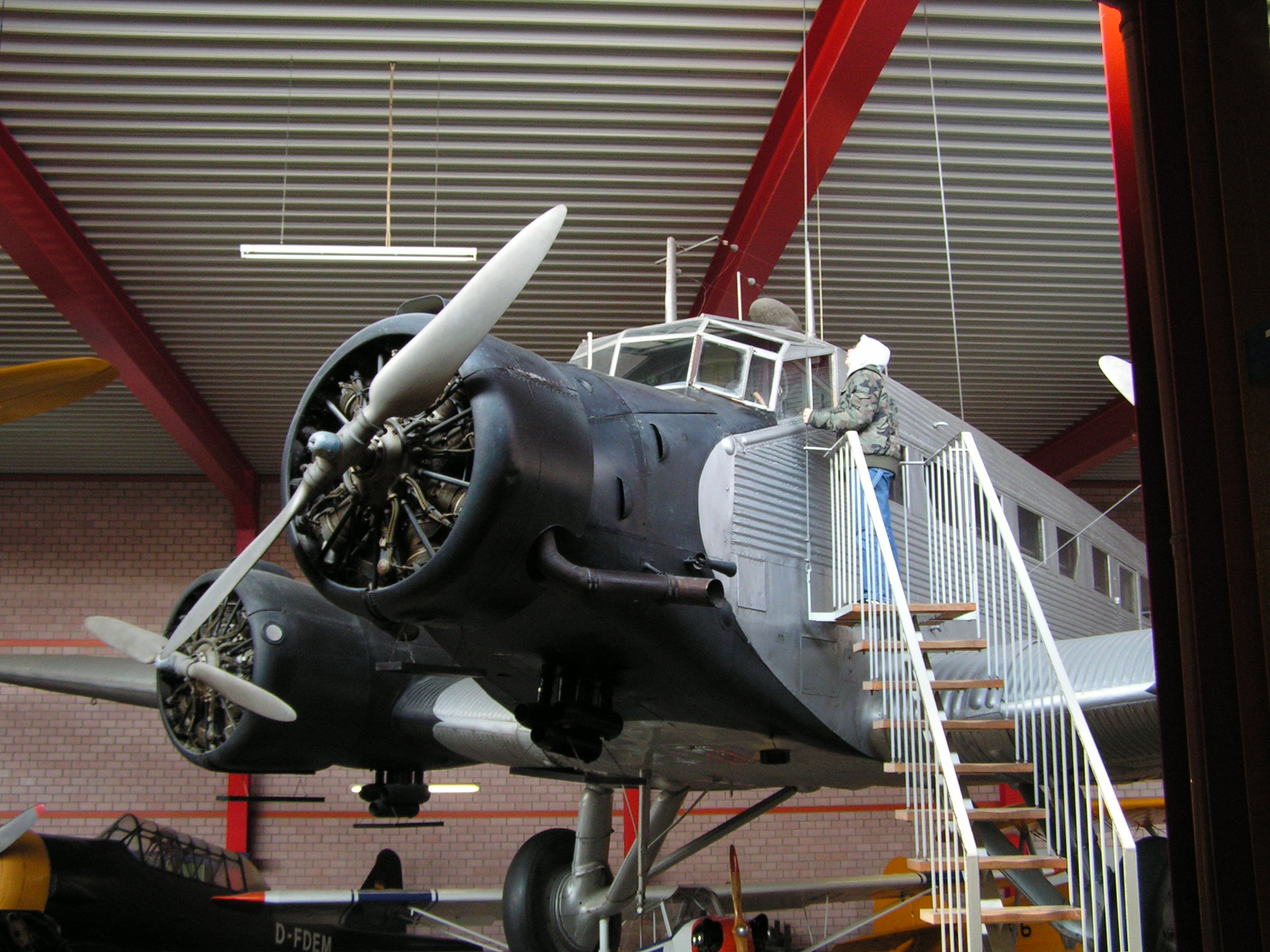
Внешний вид Юнкерса-52
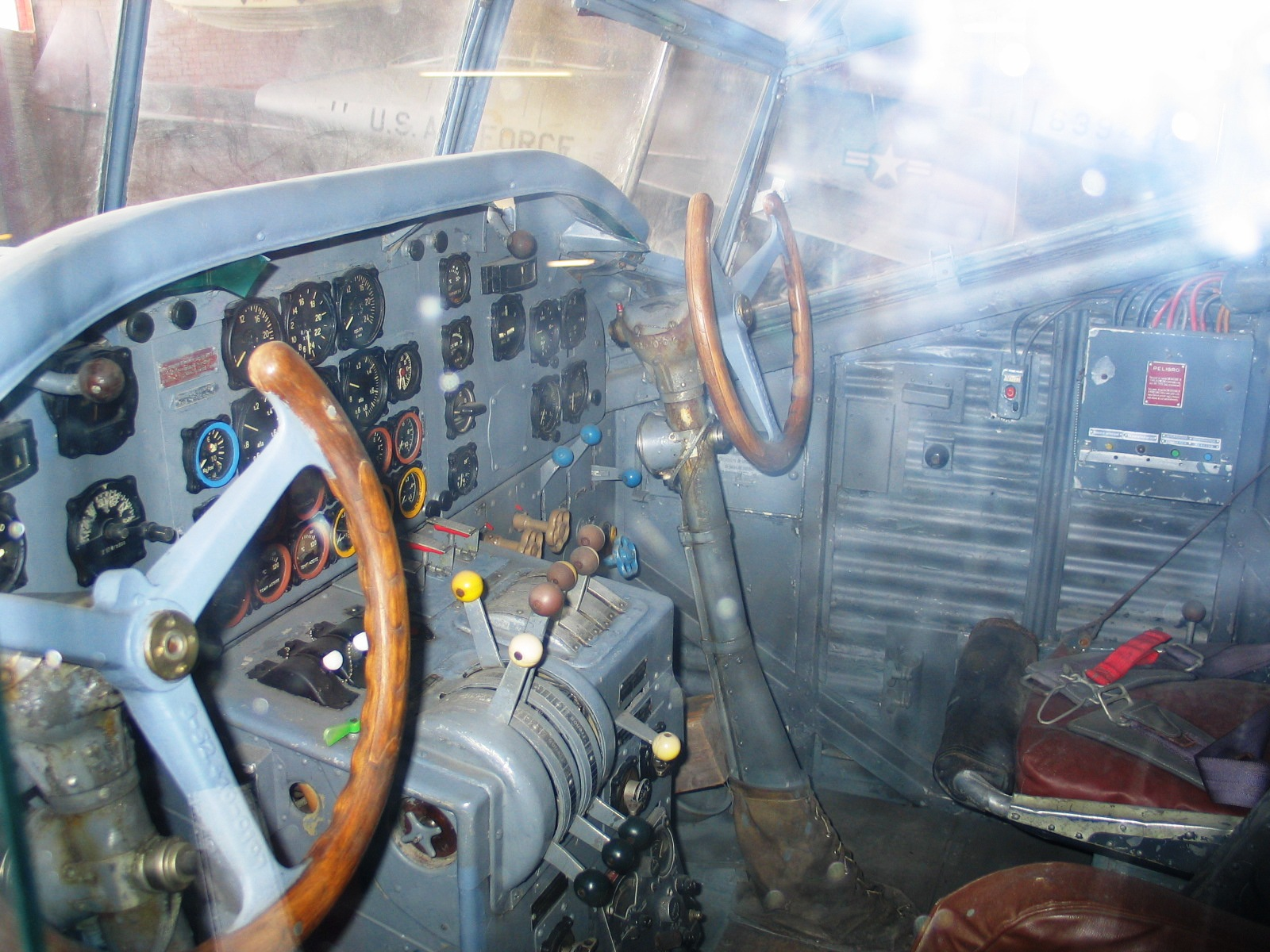
Кокпит Юнкерса-52
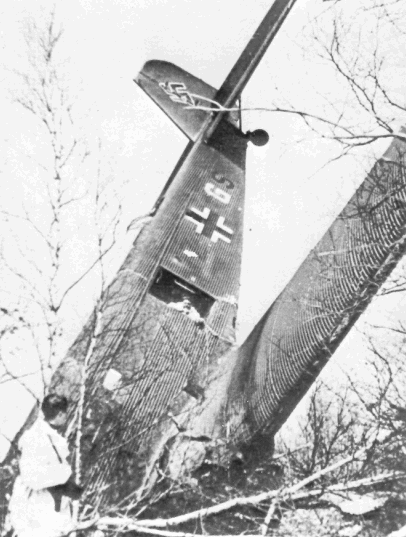
Ju 52, подбитый в апреле 1940 в битве за деревню Dombås, Норвегия.
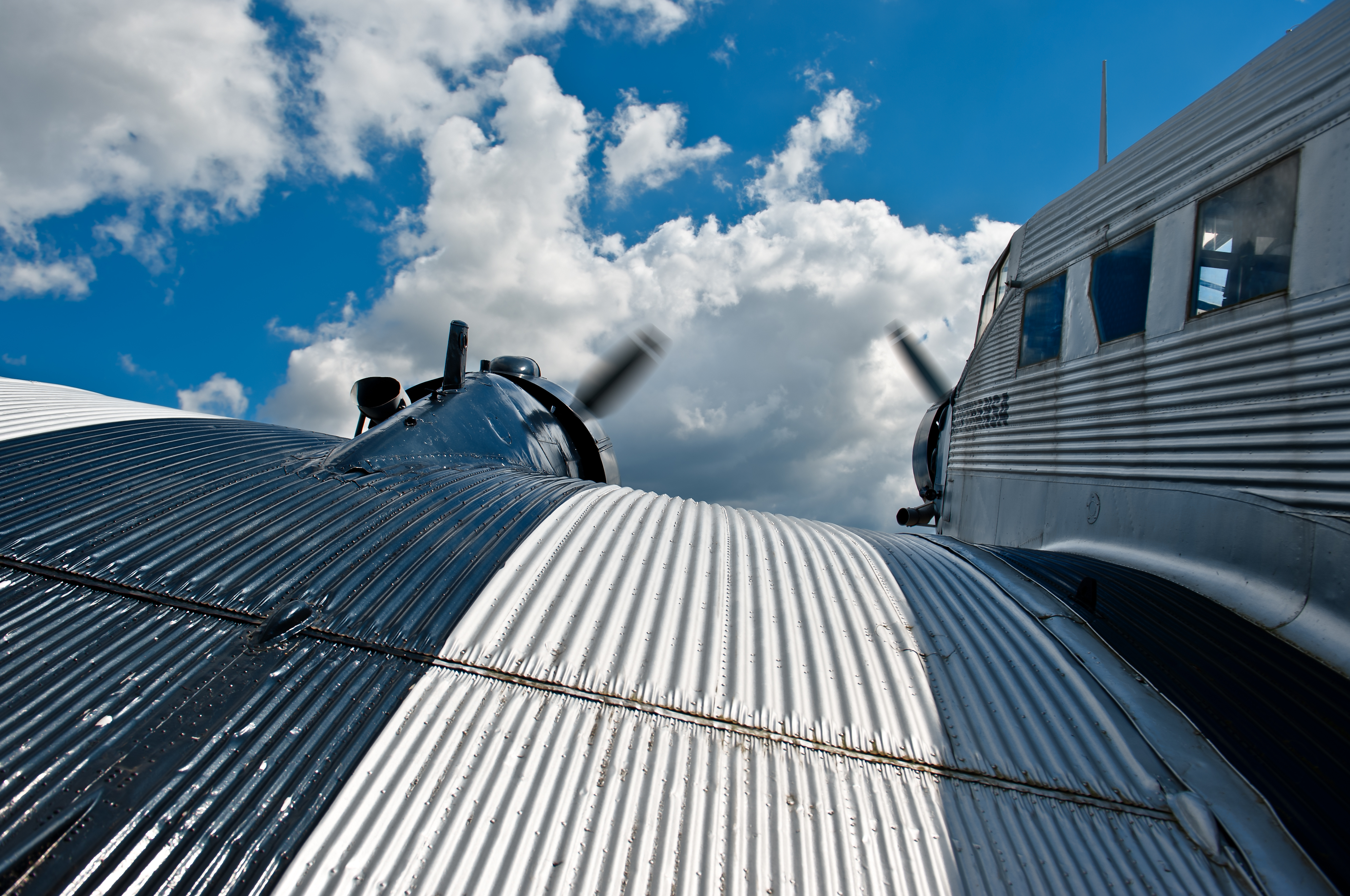
Вид с крыла Ju 52
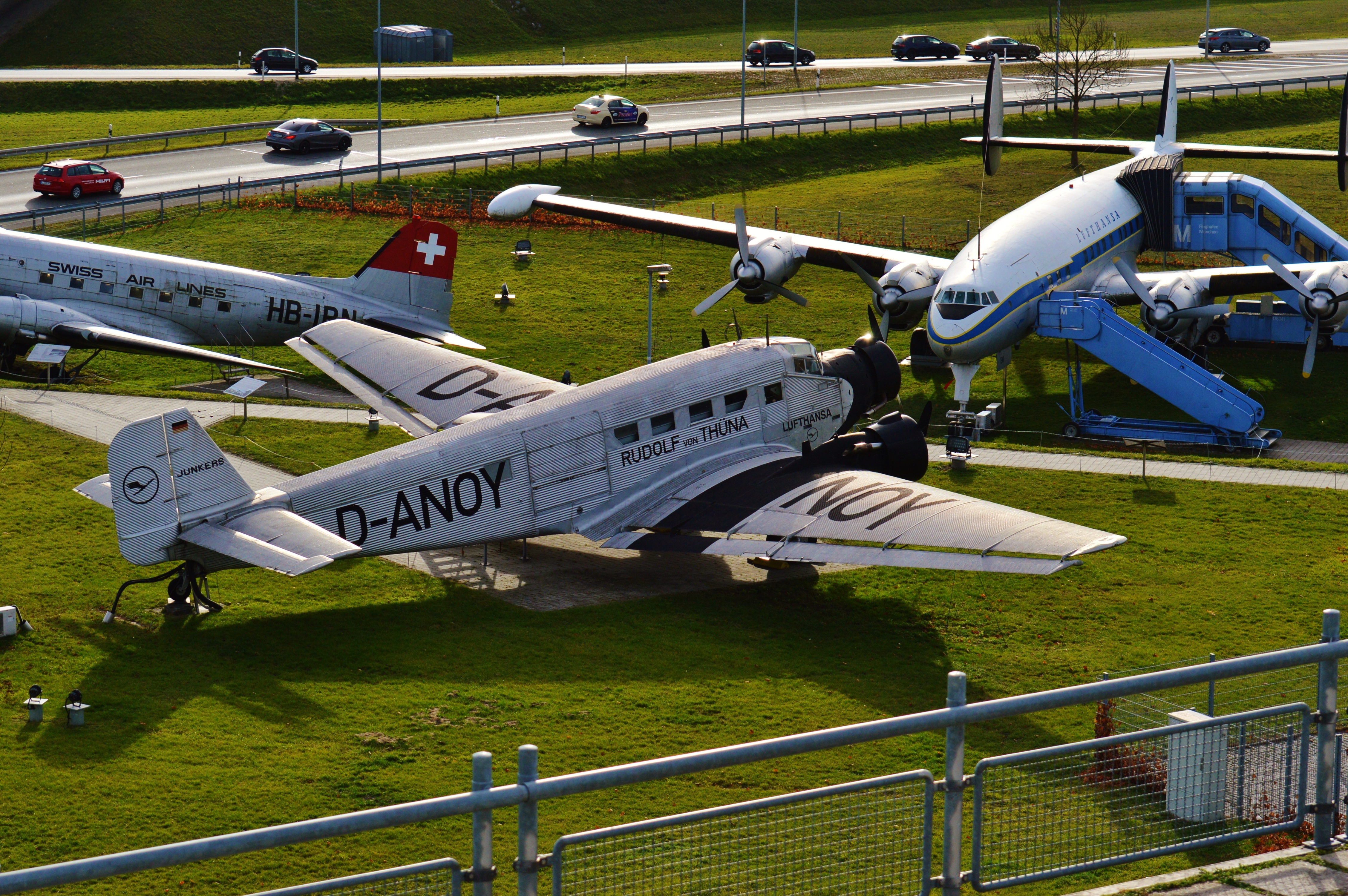
Ю-52 в центре посетителей Мюнхенского аэропорта